# 巴伊拉姆·贝加伊
巴伊拉姆·贝加伊（1967年3月20日—），阿尔巴尼亚政治、军事人物，阿尔巴尼亚现任总统，曾担任阿尔巴尼亚武装力量总参谋长，退役前军衔为少将。

## 生平
巴伊拉姆·贝加伊出生于阿尔巴尼亚罗戈日内，1989年毕业于地拉那医学院，后进入军队服役，1998年成为医学专业军官。他曾在阿尔巴尼亚和美国进修医学，获得医学博士学位，并获得副教授头衔；也曾在美国海军研究生院和德国马歇尔欧洲安全研究中心进修军事相关课程。2020年7月被时任总统伊利尔·梅塔任命为阿尔巴尼亚武装力量总参谋长；在此之前他还历任历任阿武装力量军医科科长、卫生监察局局长、总参谋部卫生监察局的首席监察员、顾问、训练与条令司令部指挥官等职。
2022年6月，时任阿尔巴尼亚总理、阿尔巴尼亚社会党领袖埃迪·拉马宣布，社会党议会党团提名贝加伊为总统候选人。2022年6月4日，经过阿尔巴尼亚议会的四轮投票，贝加伊以78票赞成、4票反对和1票弃权的结果当选新一任总统；包括阿尔巴尼亚民主党在内的大多数反对党议员以“提名程序不合法”为由抵制了当天的投票。当天早些时候，贝加伊辞去武装部队总参谋长职务。
2022年7月24日，贝加伊宣誓就任阿尔巴尼亚总统。

## 个人生活
贝加伊已婚，妻子阿曼达·贝加伊，二人育有两名子女。
除母语阿尔巴尼亚语外，贝加伊还精通英语。